# Thor Hushovd
Thor Hushovd (født 18. januar 1978 i Grimstad) er en  norsk tidligere professionel cykelrytter som kørte for det amerikanske cykelhold, BMC Racing Team
Han blev professionel i 2000, og er en sprintspecialist som satser på klassikerne, samt sprintpoint og etapesejre i de store etapeløb.
Hushovd blev i 2024 offentliggjort som ny holdchef på det norske Pro Team Uno-X Mobility.

## Tour de France
Hushovd debuterede i Tour de France i 2001. Han var med på holdet som vandt 5. etape i holdtidskørsel, men fuldførte ikke konkurrencen. Han vandt én etape i 2002, én etape i 2004 og i 2006 vandt han både prologen og den prestigefyldte sidste etape på Champs-Élysées. 9. juli 2007 var han involveret i en massestyrt på 2. etape af Tour de France 2007, men kun to dage senere, 11. juli 2007 vandt Thor igen ved en massespurt på 4. etape. Året efter (6. juli 2008) tog han sin sjette etapesejr i karrieren ved at vinde 2. etape.
I pointkonkurrencen har han i alle årene siden 2003 været blandt de fire bedste. Han vandt den grønne trøje i 2005 uden at vinde en eneste etape.
På den 3. etape i 2004 fik han som første nordmand i historien æren af at køre med den gule førertrøjetrøje. I 2006 vandt han prologen og kunne dermed igen iklæde sig den gule trøje. Han tabte trøjen efter et uheld i spurten på 1. etape, men vandt den tilbage på 2. etape. Efter 3. etape mistede han den igen.

## Vuelta a España
I 2005 vandt han 5. etape af Vuelta a España. Han førte pointkonkurrencen da han trak sig efter ti etaper. Året efter vandt han 
6. etape og blev nummer to på 2., 3., 4., 13. og 21. etape. Han cyklede i den gyldne førertrøje fra 3. til 5. etape og vandt pointtrøjen.

## Giro d'Italia
Hushovd stillede til start i Giro d'Italia for første gang i 2007. Hushovd blev egentlig nummer to på 7. etape, men eftersom vinderen af etapen Alessandro Petacchi senere blev taget i doping, blev Hushovd tilkendt sejren. Hushovd gav sig på 12. etape.

## Pensionering
I juni 2014 offentliggjorde Hushovd, at han ville stoppe karrieren efter VM i landevejscykling 2014 efter at have kæmpet med mononukleose siden 2012. Men efter et hårdt styrt i Tour du Poitou-Charentes, oplyste Hushovd, at han ikke ville ikke deltage i VM. Hans sidste løb blev GP Impanis-Van Petegem i september.